# Paola Pineda
Paola Pineda (13 de julio de 1999) es una deportista mexicana que compite en saltos de trampolín. Ganó una medalla de oro en los Juegos Panamericanos de 2023, en la prueba sincronizada.

## Palmarés internacional
| Juegos Panamericanos | Juegos Panamericanos | Juegos Panamericanos | Juegos Panamericanos |
| Año                  | Lugar                | Medalla              | Prueba               |
| -------------------- | -------------------- | -------------------- | -------------------- |
| 2023                 | Santiago (Chile)     | Medalla de oro       | Trampolín 3 m sincro |